# Logo Trademark

Le logo « Trademark »,
pour une marque non déposée.

Le logo Trademark ™ est un symbole indiquant une marque non enregistrée. Il complète le symbole de marque déposée ® qui est réservé aux marques déposées auprès d'une agence gouvernementale compétente.
Au Canada, un symbole de marque de commerce équivalent (U+1F16A, 🅪) est utilisé en français. Le Canada dispose également d’un symbole de marque officiel, ⟨Ⓜ⟩, pour indiquer qu’un nom ou un dessin utilisé par les autorités publiques canadiennes est protégé. Certaines publications allemandes, notamment les dictionnaires, utilisent également un graphème dit Warenzeichen (U+1F12E 🄮), qui est informatif et indépendant du statut de protection réel du nom.

## Utilisation
L’utilisation du symbole qu'un mot, une image ou un autre signe est une marque ; elle n’indique cependant pas un enregistrement ni ne confère de protections renforcées. Les marques déposées sont indiquées à l'aide du symbole de marque déposée, ®, et dans de nombreuses juridictions, il est illégal d'utiliser le symbole de marque déposée avec une marque qui n'a pas été enregistrée.
Le symbole de marque de service, ℠, est utilisé pour indiquer une marque de service (une marque déposée pour la fourniture de services). Le symbole de marque de service est moins couramment utilisé que le signe de marque.
Sur les réseaux sociaux, le symbole de la marque a été utilisé de manière ironique, mettant en avant un concept comme s'il était suffisamment important pour justifier sa propre marque,. Il s’agit d’une utilisation non standard du symbole, qui ne confère aucun droit juridique particulier.